# Choeromorpha trifasciata
Choeromorpha trifasciata är en skalbaggsart som först beskrevs av Newman 1842.  Choeromorpha trifasciata ingår i släktet Choeromorpha och familjen långhorningar.
Artens utbredningsområde är Filippinerna. Inga underarter finns listade i Catalogue of Life.